# Mitsubishi Mizushima FC
Vous pouvez aider à l'améliorer ou bien discuter des problèmes sur sa page de discussion.
- Il ne cite pas suffisamment ses sources. Vous pouvez indiquer les passages à sourcer avec {{référence nécessaire}} ou {{Référence souhaitée}}, et inclure les références utiles en les liant aux notes de bas de page. (Marqué depuis avril 2024)
- Certaines informations devraient être mieux reliées aux sources mentionnées dans la bibliographie ou les liens externes. Améliorez sa vérifiabilité en les associant par des références. (Marqué depuis avril 2024)

- Archive Wikiwix
- Bing
- Cairn
- DuckDuckGo
- E. Universalis
- Gallica
- Google
- G. Books
- G. News
- G. Scholar
- Persée
- Qwant
- (zh) Baidu
- (ru) Yandex
- (wd) trouver des œuvres sur Wikidata

Maillots
Mitsubishi Mizushima FC (三菱水島FC, Mitsubishi Mizushima Efu Shī) est un club de football japonais basé à Kurashiki, Okayama. Il joue en Chūgoku Soccer League.

## Historique
Le club est fondé en 1946 pour proposer des activités récréatives dans le quartier déchiré par la guerre de Mizushima dans la ville de Kurashiki. Il rejoint la Ligue de la préfecture d'Okayama en 1965 et se voit promu au sein de la Ligue régionale de Chūgoku en 1979 pour la première fois.
Il est relégué en Ligue Préfectorale en 1982 et y reste 8 ans. Après avoir réintégré la Chūgoku Soccer League, il remporte 5 championnats avant d'être promu en Japan Football League en 2005.
Ces dernières années, il adopte le surnom de "Red Adamant" (d'après sa société mère Mitsubishi Motors et son ancien club de football phare, connu sous le nom d'Urawa Red Diamonds), dans le but de rejoindre à terme la J.League et d'être un club vedette. Un obstacle potentiel à cela sera le Fagiano Okayama, avec qui il partage le stade athlétique de Momotaro à Okayama City pour les matchs en Japan Football League.
En 2008, il termine dernier sur 18, mais est sauvé de la relégation à la suite de la promotion de trois clubs : Fagiano Okayama, Kataller Toyama et Tochigi SC en deuxième division.
En novembre 2009, le club termine de nouveau dernier et annonce son retrait de la Japan Football League en raison du manque de ressources financières pour opérer dans la ligue. Après que la demande ait été refusée par la Chūgoku Soccer League, il décide de concourir dans la Division 1 de la Ligue préfectorale d'Okayama en 2010.
En novembre 2016, il remporte la Shakaijin Cup.

## Bilan saison par saison
| Season | League                     | GP | Pts | W  | D | L  | Position |
| ------ | -------------------------- | -- | --- | -- | - | -- | -------- |
| 2005   | Japan Football League      | 30 | 8   | 2  | 2 | 26 | 16th     |
| 2006   | Japan Football League      | 34 | 27  | 7  | 6 | 21 | 17th     |
| 2007   | Japan Football League      | 34 | 35  | 11 | 2 | 21 | 15th     |
| 2008   | Japan Football League      | 34 | 16  | 3  | 7 | 24 | 18th     |
| 2009   | Japan Football League      | 34 | 18  | 4  | 6 | 24 | 18th     |
| 2010   | Okayama Prefectural League | 12 | 34  | 11 | 1 | 0  | 1st      |
| 2011   | Chugoku Soccer League      | 18 | 37  | 12 | 1 | 5  | 4th      |
| 2012   | Chugoku Soccer League      | 18 | 26  | 7  | 5 | 6  | 5th      |
| 2013   | Chugoku Soccer League      | 18 | 17  | 4  | 5 | 9  | 7th      |
| 2014   | Chugoku Soccer League      | 18 | 33  | 10 | 3 | 5  | 3rd      |
| 2015   | Chugoku Soccer League      | 18 | 40  | 13 | 1 | 4  | 3rd      |
| 2016   | Chugoku Soccer League      | 18 | 32  | 10 | 2 | 6  | 3rd      |
| 2017   | Chugoku Soccer League      | 18 | 46  | 15 | 1 | 2  | 1st      |